# Свечинская (станция)
Све́чинская — железнодорожная станция на линии Елец — Валуйки Белгородского региона Юго-Восточной железной дороги.
Располагается в 8 км севернее села Тербуны Тербунского района Липецкой области.

## История
Решение о строительстве станции было принято весной 1896 года, уже во время строительства железнодорожной ветки Елец — Касторное. Станция планировалась как промежуточная между железнодорожными станциями Долгоруково (14 км) и Тербуны (8 км). Её строительство способствовало развитию транспортной сети уезда и облегчало отправку хлеба из окрестных сёл в города.
Станция была возведена на месте разъезда в 2 км западнее села Свечинское, откуда и получила своё название.
Рядом со станцией построены погрузочно-разгрузочная площадка и дома для работников станции.

## Современность
С развитием автомобильного транспорта станция стала терять своё значение. В настоящее время станция не используется.